# Bluthänfling
Der Bluthänfling (Linaria cannabina, Syn.: Carduelis cannabina), auch Hänfling oder Flachsfink genannt, ist eine Vogelart aus der Familie der Finken (Fringillidae). Er besiedelt Europa, Nordafrika, Vorderasien und das westliche Zentralasien. Als typischer Kulturlandvogel bevorzugt er Busch- und Heckenlandschaften im Tiefland. Er ist seltener in Talregionen von Berggebieten und im Gebirge in der Übergangszone vom geschlossenen Wald zum Zwergstrauchgürtel zu finden. Seine Nahrung setzt sich aus Sämereien von Wildkräutern, aber auch Baumsamen zusammen. Stehen die Wiesen in der Blüte, können Bluthänflinge aus beträchtlicher Höhe zielgerichtet dort einfallen, wo rote Ampferpflanzen stehen.  Die Art gilt international derzeit als nicht gefährdet, ist in Deutschland jedoch als gefährdet und in Bayern als stark gefährdet eingestuft.

## Beschreibung

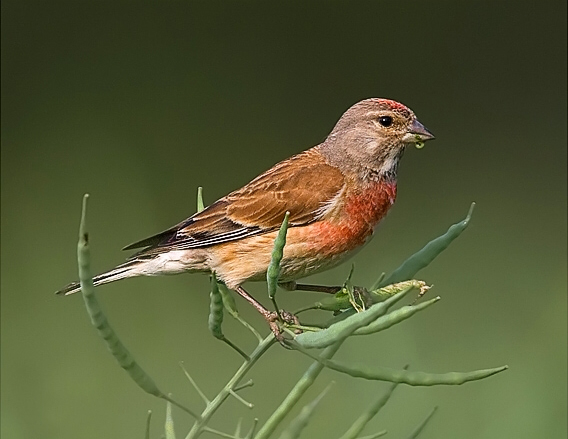
Bluthänfling

Der Bluthänfling ist wie alle Vertreter der Gattung von schlanker Gestalt mit kurzem Hals und dünnen Füßen. Kennzeichnend sind die kastanienbraune Oberseite und der graubraune Kopf. Die Schwingen und der tief gegabelte Schwanz sind dunkelbraun und weiß gebändert. Bluthänflinge haben eine Körperlänge von etwa 13 bis 14 Zentimetern. Die Flügelspannweite beträgt etwa 23 Zentimeter, und das Körpergewicht liegt meist bei 15 bis 20 Gramm.
Der Bluthänfling weist im Prachtkleid einen stark ausgebildeten Geschlechtsdimorphismus auf. Das Männchen hat einen grauen Kopf und eine leuchtend karminrote Stirn und Brust. Die weißliche Kehle zeigt braune Streifen. Der Rücken ist rotbraun. Die schwarzen Schwingen und Schwanzfedern weisen weiße Säume auf. Die Unterseite ist gelblichbraun und mehr oder minder deutlich dunkler längsgestreift. Im Schlichtkleid ist die Rotfärbung des Männchens deutlich matter. Das Weibchen ist ohne jegliche Rottönung des Gefieders. Ihre Oberseite ist dunkelbraun. Ober- und Unterseite sind deutlich dunkelbraun längsgestreift. Der Nestling trägt lange, graue Daunen. Sein Rachen ist rosarot und die Schnabelwülste sind hellgelb.
Nach der Vollmauser im Herbst erfolgt der Wechsel zum Prachtkleid ohne Mauser. Während des Winters spreizen sich die grauen oder hellbräunlichen Säume oder Spitzen der Brust- und Kopffedern ab. Auf diese Weise werden die auf die Spitzensäume folgenden roten Federabschnitte sichtbar.
Der Bluthänfling kann mit dem Berghänfling und dem Birkenzeisig verwechselt werden. Der Berghänfling ähnelt dem weiblichen Bluthänfling, hat aber weniger Weiß an Flügeln und Schwanz, einen gelben Schnabel und im Prachtkleid einen rötlichen Bürzel. Der Birkenzeisig ist kleiner als der Bluthänfling und hat ein schwarzes Kinn und einen gelben Schnabel.
Der Flug des Bluthänflings ist wellenförmig und entspricht dem typischen Flugbild der Finken.

### Stimme und Gesang
Der Stimmfühlungsruf äußert sich in einem kurzen, sehr harten „gigigi“-Geckern. Bei Störungen lassen Bluthänflinge ein durchdringendes, nasales „düje“ und als Warnruf ein leises und gedehntes „tjuiid“ hören. Der Lockruf stellt ein „gjä-gjä“ dar. Häufig rufen Bluthänflinge auch ein nasales „glü“.
Der Gesang des Bluthänflings ist anhaltend und zwitschernd. Er wird durch harte Stakkatoelemente eingeleitet, die sich beschleunigen. Dann folgen oft rasche Triller und nasale Laute. Der Bluthänfling kann auch Gesangsteile anderer Vögel übernehmen. Mit Ausnahme der Mauserzeit lässt der Bluthänfling den Gesang das ganze Jahr über hören. Er wird meist von einer hohen Singwarte vorgetragen, seltener im Singflug. Dabei schüttelt das Männchen mit hängenden Flügeln und gefächertem Schwanz aufgeregt sein Gefieder. Der Gesang wird bereits in frühester Jugend durch den Vorgesang der Männchen geprägt. Bluthänflinge singen oft im Chor.
Die Weibchen lassen vor der Paarung oder auch der Eiablage einen leisen Gesang hören. Auch nach der Mauser kann dieser Gesang gehört werden.

## Verbreitung und Lebensraum

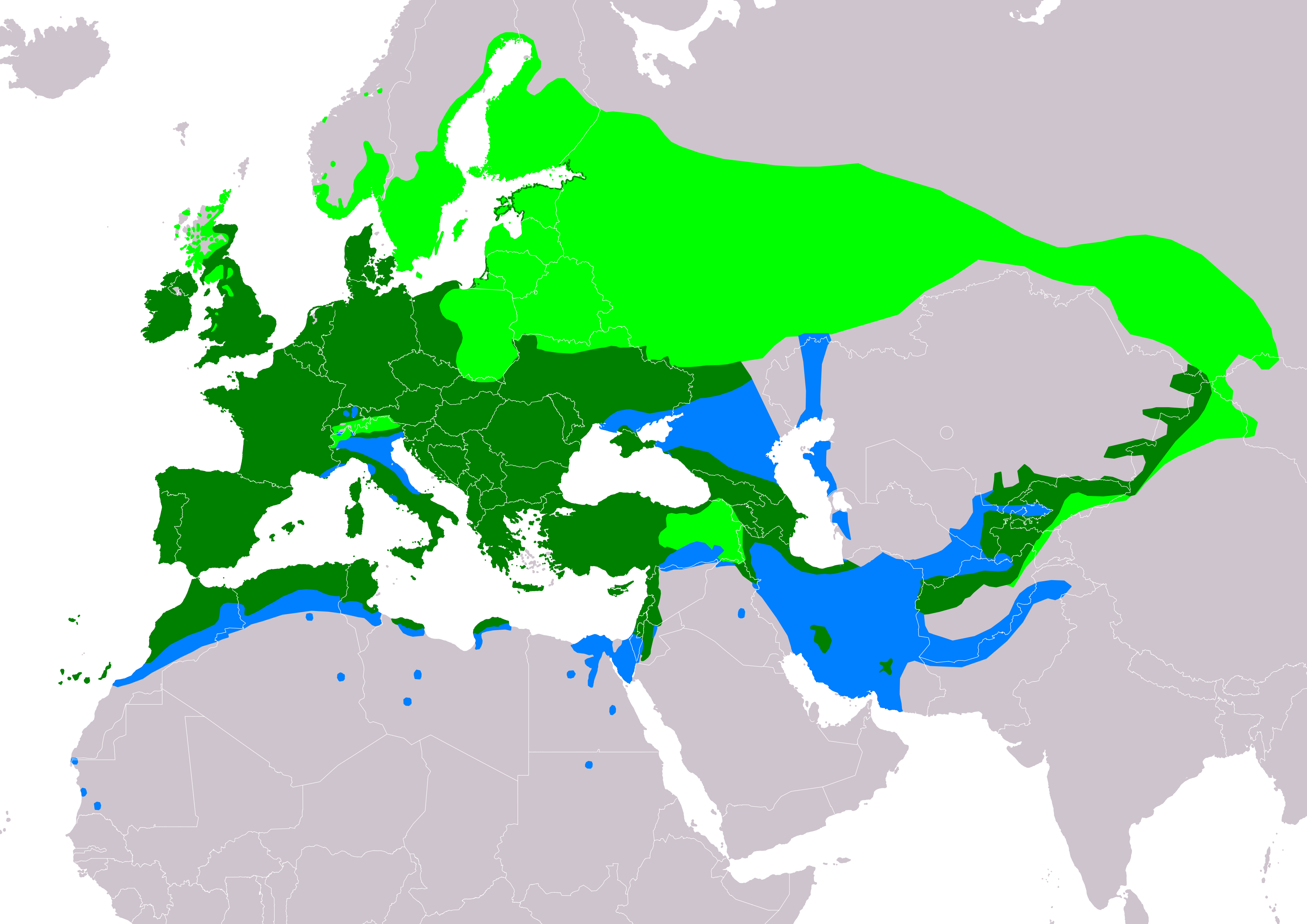
Verbreitung des Bluthänflings
Brutgebiete
Ganzjähriges Vorkommen
Überwinterungsgebiete

Der Bluthänfling besiedelt Europa, Nordafrika, Vorderasien und das westliche Zentralasien. Er lebt auch auf den Kanarischen Inseln und auf Madeira. Der Bluthänfling besiedelt Westsibirien bis zum oberen Ob, Kleinasien, Iran, Nordafghanistan, Turkestan und das westliche Xinjiang bis zum Altai. Die östliche Grenze seines Verbreitungsgebietes bildet das Uralgebirge. Der Bluthänfling fehlt im nördlichen Fennoskandinavien, auf Island  und der Halbinsel Krim sowie in den Steppen bis zu den mittelasiatischen Gebirgen. Weiterhin ist er nicht in Nordschottland, in den bewaldeten höheren Mittelgebirgen und den Ostalpen zu finden. In Nordamerika wurde er vom Menschen eingeführt. Zudem wurde er durch illegale Importe vermutlich in Australien eingeführt. Als ursprünglicher Teilzieher in Mitteleuropa ist er heute bis auf die nordöstlichen Verbreitungsgebiete Standvogel.
Der Bluthänfling lebt im Tiefland. Er ist seltener in Talregionen von Berggebieten und im Gebirge in der Übergangszone vom geschlossenen Wald zum Zwergstrauchgürtel zu finden. Er bevorzugt Busch- und Heckenlandschaften, lebt aber auch am Wald, in Wacholderheiden, Baumschulen, Weinbergen, Parks, Friedhöfen und in großen Gärten. Außerhalb der Brutzeit ist er oft auf Öd- und Ruderalflächen, Stoppeläckern und Ähnlichem zu finden.

## Nahrung und Nahrungserwerb

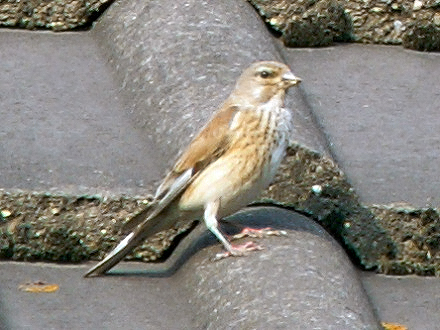
Bluthänfling, Weibchen

Der Bluthänfling ernährt sich von Sämereien aller Reifestadien verschiedenster krautiger Pflanzen, aber auch Bäumen. Er frisst bevorzugt Vogelmiere, Sternmiere, Wiesenrispengras, Hirtentäschel, Löwenzahn, Ackersenf, Knöterich, Beifuß, Gänsefuß, Hahnenfuß, Klatschmohn, Kornrade, Knoblauchrauke, Wegrauke, Raps, Sauerampfer, Ferkelkraut, Distel, Mädesüß, Mauerpfeffer, Ulme und Getreidekörner. Während der Brutzeit frisst er auch kleine Insekten, insbesondere Blattläuse.
Die Art der Nahrungsaufnahme ist beim Bluthänfling angeboren. Er pickt Samen vom Boden auf oder zupft sie direkt aus den Fruchtständen der Pflanzen. Zudem löst er mit Hilfe der Zunge Samen oder Blütenteile der Gräser aus dem Blütenstand heraus, indem er den Halm Stück für Stück durch den Schnabel schiebt. An Rapsschoten wird zuerst von den geschlossenen Schoten das Endstück abgebissen. Danach entfernt der Bluthänfling ein Fruchtblatt nach dem anderen von der Spitze zum Fruchtstiel hin. Die Scheidewand mit den auf den Fruchtblatträndern sitzenden Samen und das zweite Fruchtblatt bleiben stehen. Indem er das Fruchtblatt herauszieht, kann er die dann freien Samen aufpicken. Schließlich wird die Scheidewand mit der Schnabelspitze durchstoßen. Damit verhindern Bluthänflinge das Aufspringen der Schoten und können alle Samen aufnehmen. So werden auch die Schoten anderer Kreuzblütler von dem entgegengesetzten Ende des Fruchtstieles her geöffnet.
Wenn die Wiesen in Blüte stehen, können Bluthänflinge aus beträchtlicher Höhe zielgerichtet dort einfallen, wo rote Ampferpflanzen stehen. Auf Ruderalplätzen wählen Gruppen tagelang fast ausschließlich Beifußsamen aus, während sich andere auf die mit Vogelknöterich bewachsenen Stellen spezialisieren. Die spontane Auswahl des Ampfers in Wiesen wird auf einen Farbreiz zurückgeführt. Außerdem lernen sie von den Altvögeln, die Pflanzengestalt des Beifußes und Knöterichs zu unterscheiden.

## Brutbiologie
Der Bluthänfling erreicht die Geschlechtsreife in der dem Schlüpfen folgenden Brutperiode. Er führt eine monogame Brutehe. Bluthänflinge führen jährlich ein bis zwei Bruten, in günstigen Lagen bis zu drei Bruten durch. Der Legebeginn ist Ende April oder Anfang Mai.

### Balz und Paarung

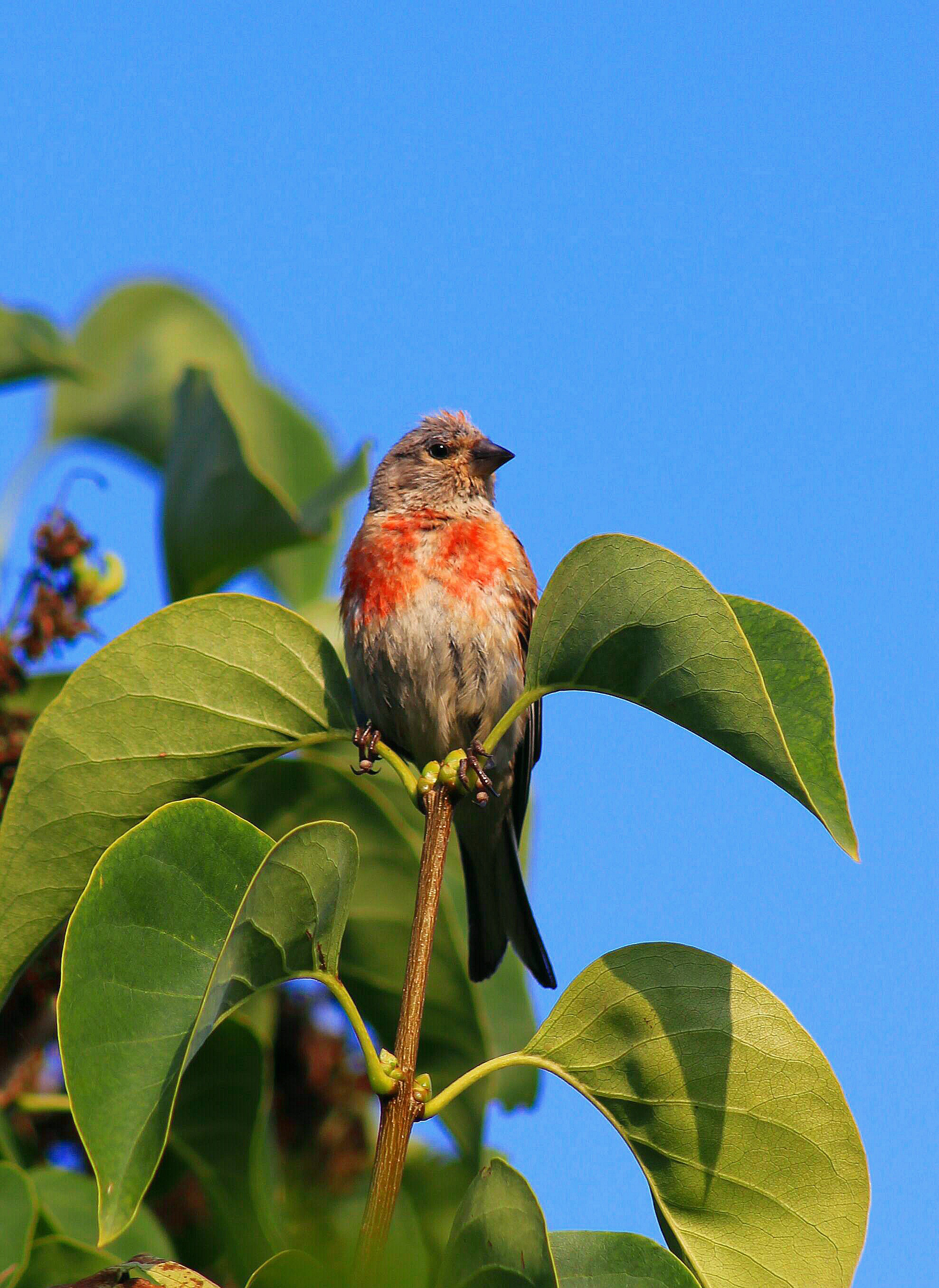
Männchen während der Balz

In der Balz spreizt das singende Männchen den Schwanz, so dass die weißen Außenfahnen deutlich zu sehen sind. Dabei sträubt es das Kopfgefieder und lässt die vibrierenden Flügel hängen. Unter trippelnden Fuß- und Drehbewegungen verdreht es den Kopf  derartig, dass sein Körper eine senkrechte Haltung einnimmt. Den Gesang trägt es so lange vor, bis das Weibchen bereit zur Kopulation ist. Dann begibt es sich zu ihm, so dass sogleich der Gesang verstummt und die Begattung stattfindet. Währenddessen lässt das Weibchen leise wispernde Laute hören. Die Begattungen erfolgen mehrmals täglich bis zur Beendigung der Eiablage.

### Nestbau und Brut
Beide Partner beteiligen sich an der Wahl des Nistplatzes. Während das Männchen auf geeignete Brutbüsche oder -zweige hinweist, bestimmt das Weibchen den genauen Stand. Möglicherweise geeignete Plätze prüft das Weibchen, indem es sich hineinsetzt. Dabei sitzt das Männchen in der Nähe und singt. Der Bluthänfling bevorzugt gegen direkte Sonneneinstrahlung geschützte, jedoch einen guten  Überblick gebende Standorte. Meistens liegen die Nistplätze in dichten Nadelzweigen. Für das Grundfundament und den Mittelbau werden in unterschiedlichster Stärke trockene Grashalme, Krautstängel und Moos verwendet. Die Auspolsterung setzt sich aus Tierhaaren, Wolle oder feinem Wurzelgeflecht zusammen. Es können auch weiche Federn verarbeitet werden. Der Nestbau dauert gewöhnlich etwa drei bis vier Tage, kann sich jedoch bei einem Witterungsumschwung durchaus auf eine Woche verlängern.

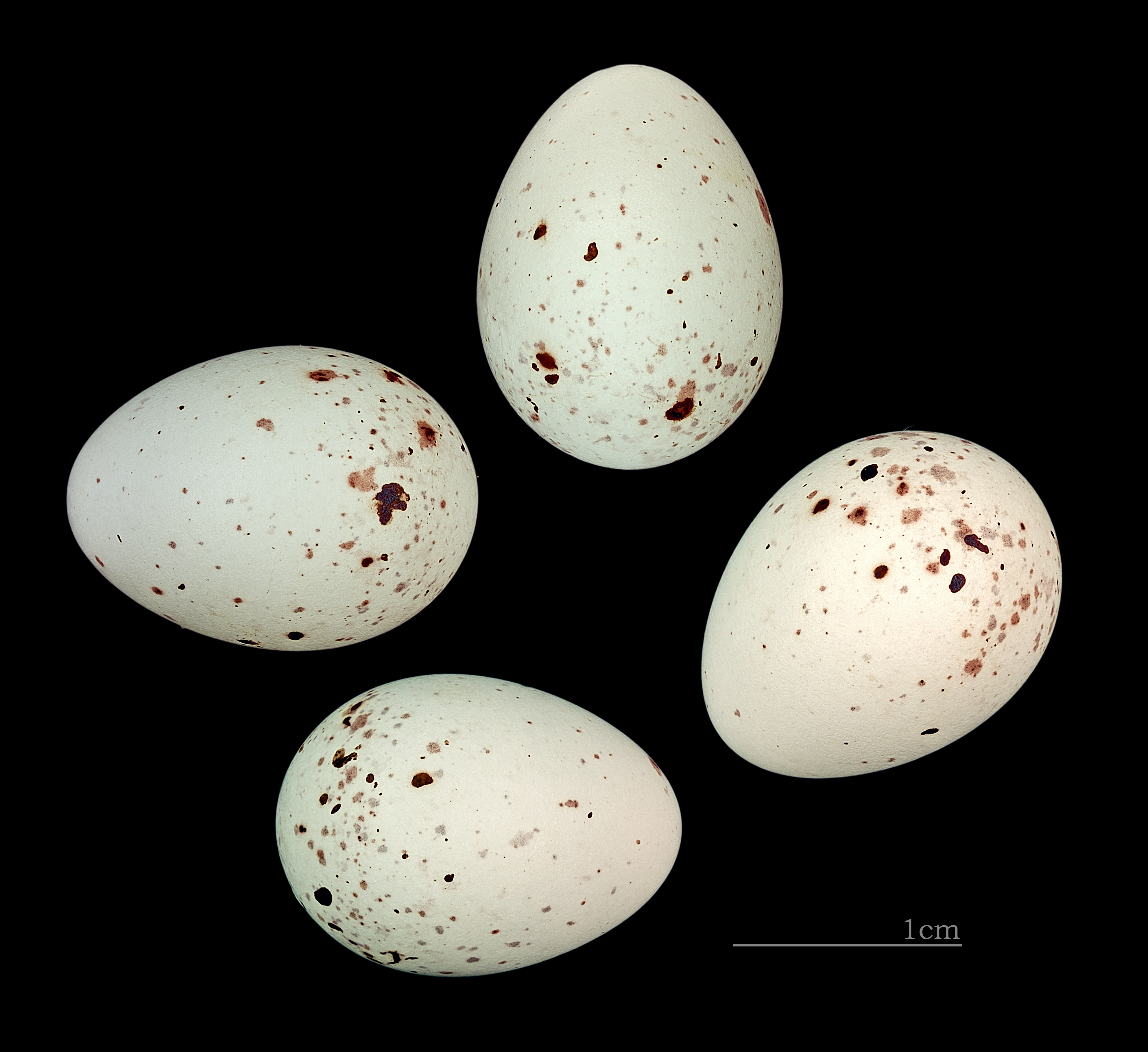
Linaria cannabina cannabina

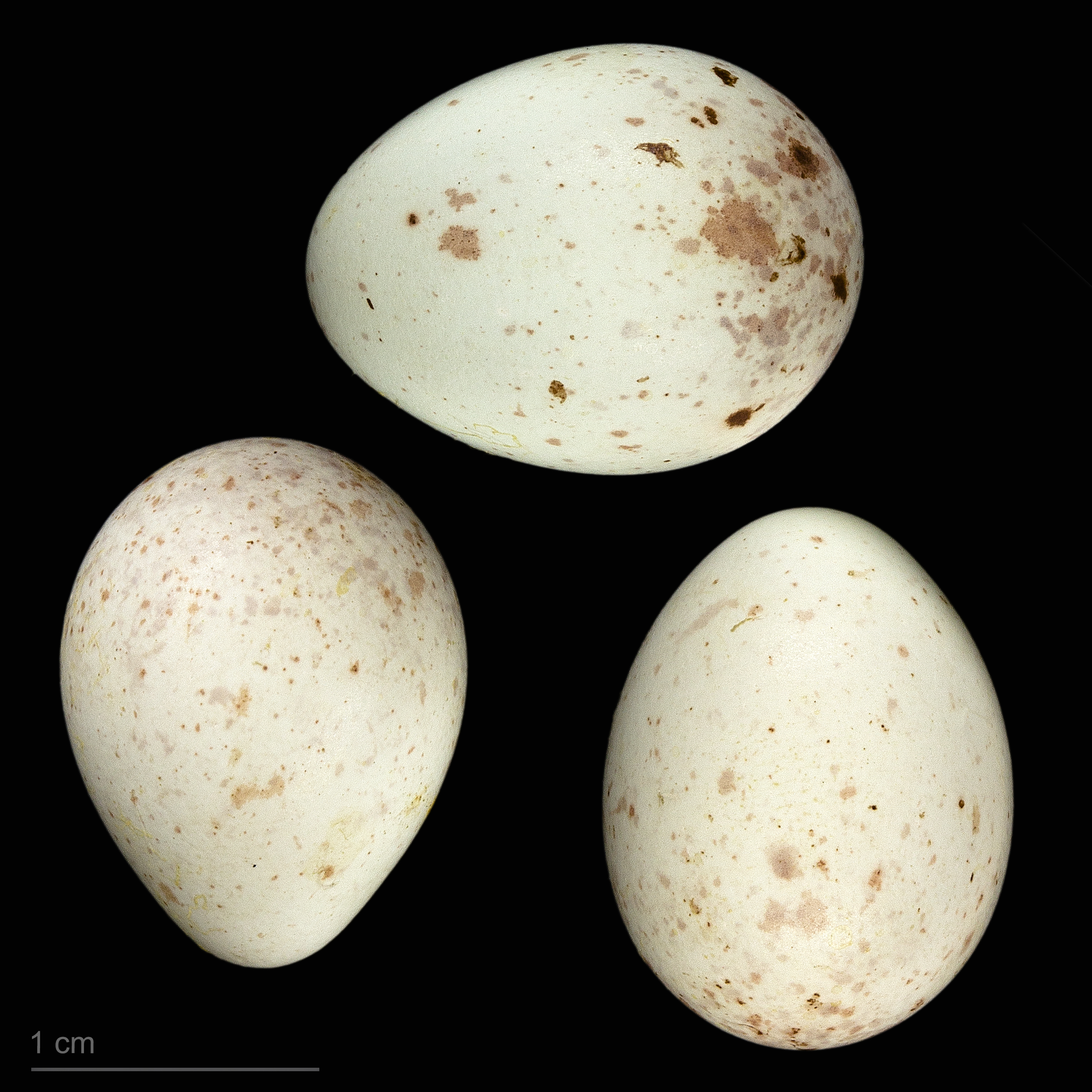
Linaria cannabina mediterranea, Sammlung Museum von Toulouse

Die Eiablage findet meistens in den frühen Morgenstunden statt. Ein Gelege besteht normalerweise aus fünf Eiern. Die ovalen Eier haben eine bläulichgrüne oder -weiße Grundfarbe und sind meistens mit ziegelroten beziehungsweise rotbraunen Klecksen oder purpurbraunen Flecken, besonders am stumpfen Pol, versehen. Ihre Größe liegt zwischen 14,7 × 11,2 mm und 22,2 × 14,9 mm. Nachdem das letzte oder vorletzte Ei gelegt ist, beginnt das Weibchen mit dem Brüten. Während der Brutdauer von 12 bis 13 Tagen wird es vom Männchen mit Nahrung versorgt. Es verlässt das Nest nur, um Kot abzusetzen oder das Gefieder zu pflegen. Wird es durch Warnrufe des Männchens vor Störungen gewarnt, verlässt es das Nest heimlich.
Legt ein unerfahrener Kuckuck sein Ei in das Nest eines Bluthänflings, muss der Jungvogel meist verhungern, weil die Brut des Bluthänflings vor allem mit Samen von Wildkräutern gefüttert wird.

### Entwicklung der Jungvögel

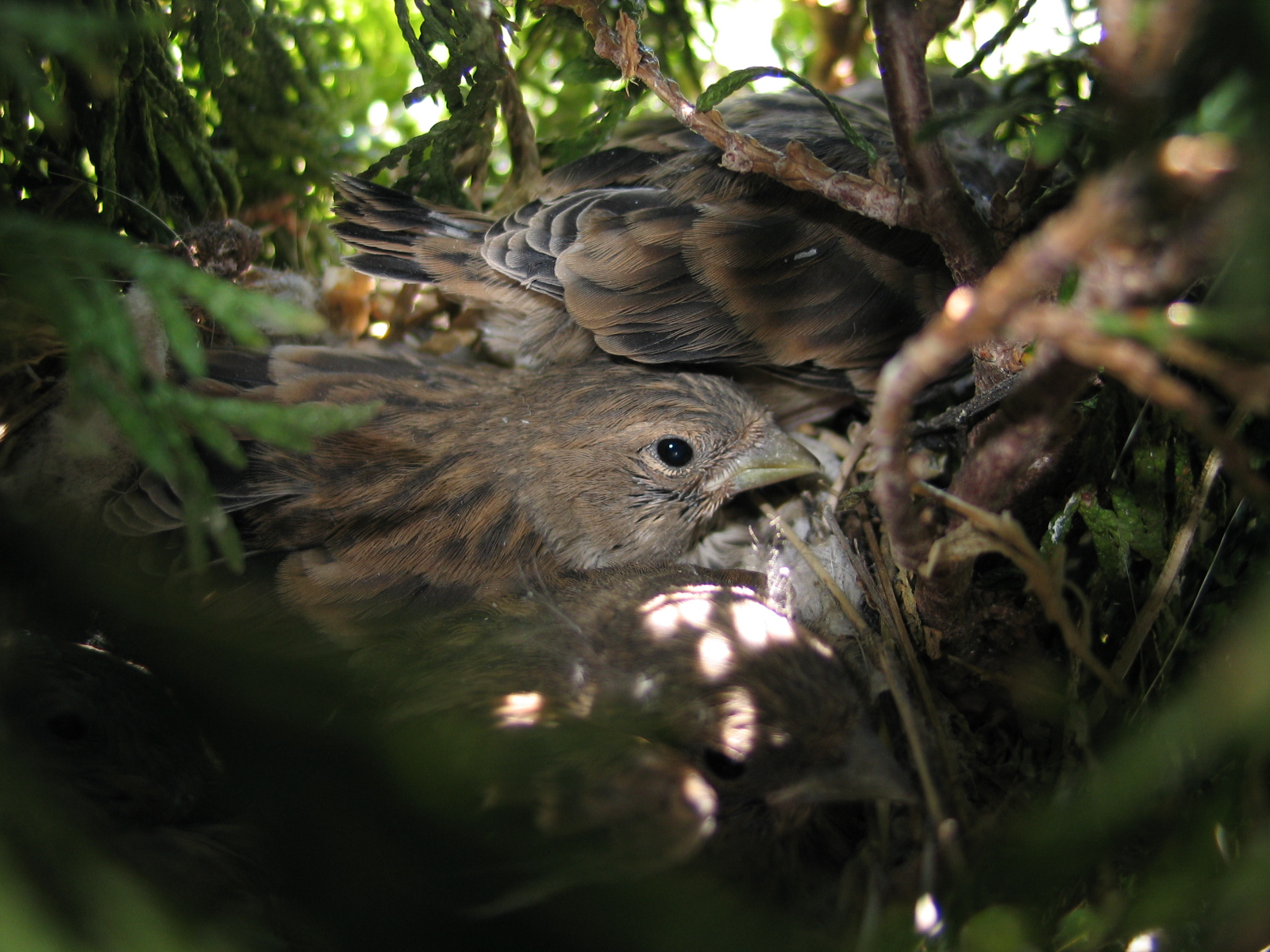
Fünf Nestlinge

Die Jungvögel werden blind und nackt geboren. Nach dem Schlüpfen entfernen die Altvögel die Eischalen aus dem Nest. In den ersten fünf Tagen hudert und füttert das Weibchen die Jungvögel aus dem Kropf mit dem, was es regelmäßig vom Männchen erhält. In der Zeit vom vierten bis zum fünften Tag öffnen die Jungvögel die Augen und betteln gezielt die Altvögel an. Von diesem Zeitpunkt an hudert das Weibchen nur noch in der Nacht und beteiligt sich an der Nahrungsbeschaffung. Der Kot wird nun nicht mehr vom Weibchen verschluckt, sondern von den Altvögeln weggetragen. Die Fütterungsintervalle liegen zwischen eineinhalb und zwei Stunden. Ab dem siebten Tag geben die Jungen leise „Ssst-Rufe“ von sich, die von Tag zu Tag lauter werden. Ab dem neunten Tag ducken sich die Nestlinge bei einer vermeintlichen Gefahr ins Nest. Bei Störungen können sie nun fluchtartig das Nest verlassen. In der Zwischenzeit beginnt das Weibchen sich nach erneutem Nistmaterial umzusehen, damit die nächste Brut rechtzeitig begonnen werden kann.
Mit 12 bis 14 Tagen erfolgt in der Regel das Ausfliegen der Jungvögel. Danach sitzen sie im Geäst und werden von den Altvögeln in den Schwarm eingeführt, damit sie mit der Gruppe vertraut werden. Sie werden noch einige Tage vom Männchen gefüttert. Währenddessen beginnt das Weibchen ein neues Nest zu bauen, damit die zweite Brut begonnen werden kann. Ab dem 18. bis 22. Tag nehmen die Jungvögel eigenständig Nahrung auf, mit 28 Tagen sind sie selbständig. Gefahr droht ihnen von Katzen, Greifvögeln und Mardern.
Freilebende Vögel werden maximal acht bis neun Jahre alt. In Gefangenschaft können sie ein Alter von 12 bis 15 Jahren erreichen.

## Verhalten

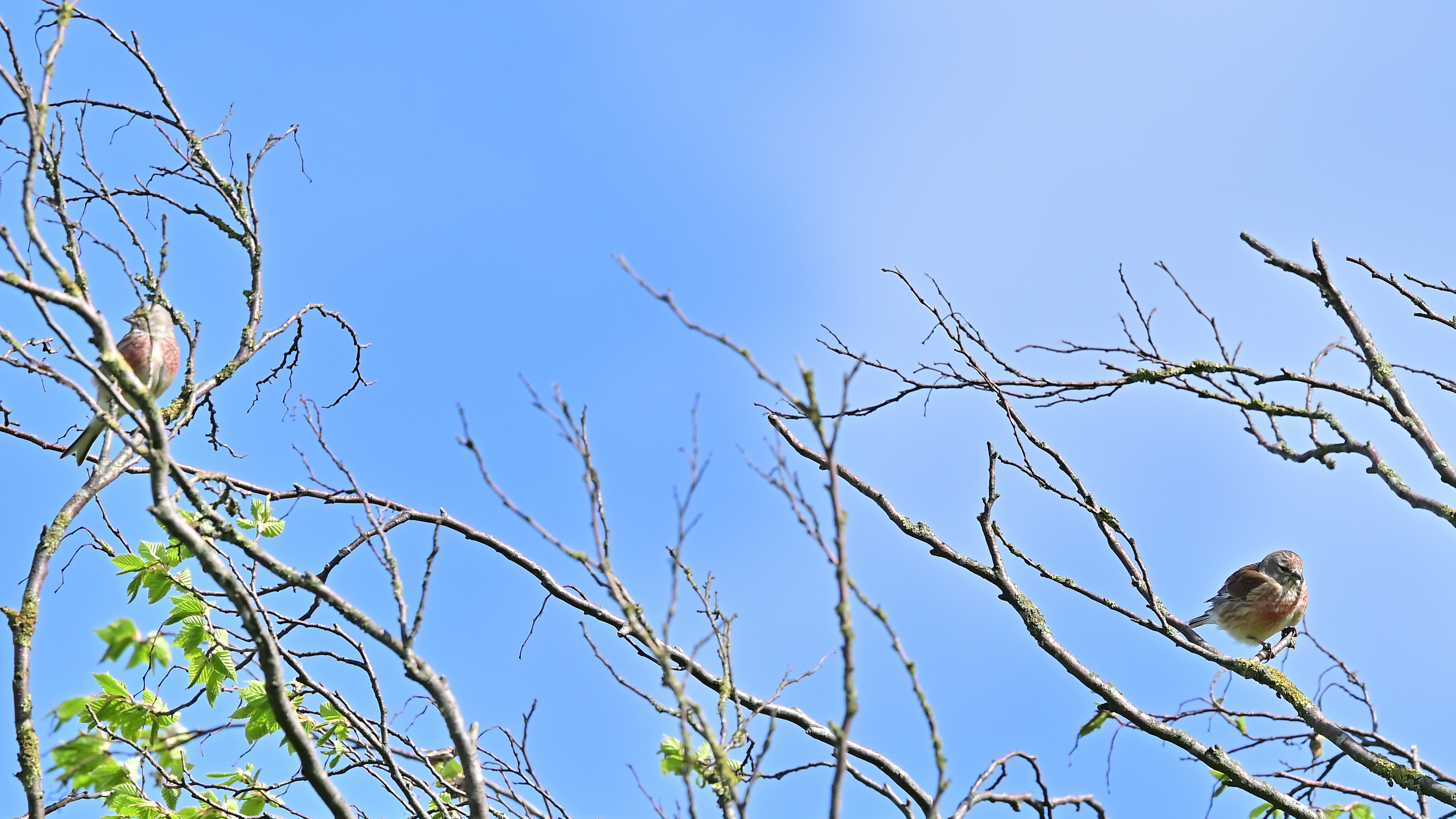
Zwei Bluthänflinge eines Schwarms im Frühjahr

Bluthänflinge sind tagaktiv. Sie verlassen ihren Schlafast mit Tagesbeginn, mit Sonnenuntergang suchen sie ihn wieder auf. In den frühen Morgenstunden ist die Nahrungssuche am intensivsten. Die Aktivitätsphase wird häufig durch Ruhe- und Putzphasen unterbrochen. Der Bluthänfling sucht im Schwarm die Umgebung nach Nahrung und Futter ab, da Sämereien räumlich und zeitlich ungleichmäßig verteilt sind. Häufig geht er zum Trinken und Baden an Wasserstellen.
Das ganze Jahr über verhält sich der Bluthänfling wenig territorial. So verteidigt er zwar den Nestbereich, jedoch kein Revier. Kleine lockere Brutkolonien kommen häufig vor, sofern das Nahrungsangebot für alle Familien ausreicht. Mehrere  Paare suchen gemeinsam nach Nistmaterial und kommen auch geschlossen zurück. Außerhalb der Brutzeit lebt der Bluthänfling in dicht zusammenhaltenden, großen Schwärmen, die im Winter mit Schwärmen von Finken wie Girlitz, Grünling und Stieglitz oder anderen samenfressenden Arten wie der Goldammer vermischt sein können und Schlafgemeinschaften bilden.
Selbst innerhalb größerer Kolonien sind Bluthänflinge sehr friedlich und verträglich. Häufig gehen sie paarweise oder in der Gruppe auf Nahrungssuche. Wenn sich Bluthänflinge große Zuneigung bekunden wollen, schnäbeln sie miteinander. Putzen sie sich auch noch gegenseitig, bekunden sie damit ihre Sympathie füreinander. Bluthänflinge bieten ihrem Partner zur Pflege häufig Körperpartien an, die sie beim Putzen mit dem Schnabel nicht erreichen. Als Aufforderung zum Putzen steckt einer dem anderen also Nacken, Kopf oder Kehle entgegen. Der Partner zieht nun an der dargebotenen Stelle eine Feder nach der anderen durch den Schnabel. Berührt er aber einmal andere Körperstellen, wird der Geputzte sogleich unruhig, pickt nach ihm oder fliegt fort. Hält ein Bluthänfling seinen Kopf schief, fordert er seinen Partner zum Kraulen auf. Streitigkeiten beschränken sich in der Regel auf gegenseitiges Drohen, wonach der Unterlegene aufgibt. Das Wetzen des Schnabels an einem Ast dient als Beschwichtigungsgeste, um den Konflikt beizulegen.

## Systematik

### Externe Systematik
Durch DNA-Untersuchungen des mitochondrialen Cytochrom b wurde festgestellt, dass die nächsten Verwandten des Bluthänflings (Linaria cannabina) der Berghänfling (Linaria flavirostris), der Warsanglihänfling (Linaria Johannis) und der Yemenhänfling (Linaria yemenensis) sind.

### Interne Systematik
Nach ITIS gibt es sieben Unterarten:
- Linaria cannabina cannabina ist die Nominatform. Sie besiedelt hauptsächlich Europa.
- Linaria c. autochthona stellt die dunkelste Unterart dar. Sie lebt in Schottland.
- Linaria c. bella ist vor allem am Kopf heller als die Nominatform. Die Unterart trägt einen fast weißen Bürzel. Sie besiedelt Kleinasien.
- Linaria c. guentheri ist kleiner als die Nominatform und leuchtender gezeichnet. Sie lebt auf Madeira.
- Linaria c. harterti ist vor allem am Kopf heller als Carduelis c. bella. Die Unterart trägt einen fast weißen Bürzel. Sie besiedelt die östlichen Kanarischen Inseln.
- Linaria c. meadewaldoi ist kleiner als die Nominatform und leuchtender gezeichnet. Sie lebt auf den westlichen Kanarischen Inseln.
- Linaria c. mediterranea besiedelt die iberische Halbinsel, die Balearen, Korsika, Sardinien, Sizilien, den Balkan, die Küstengebiete des adriatischen Meeres und Griechenland.

Auch von einer weiteren Quelle werden sieben Unterarten anerkannt. Dabei wird jedoch Linaria cannabina nana als eine Unterart von Linaria cannabina guentheri geführt.
Eine andere Quelle geht von nur sechs Unterarten aus. Hier stellt Linaria cannabina nana eine eigene Unterart dar, deren Bezeichnung hier als Synonym für Linaria cannabina guentheri verwendet wird. Linaria c. mediterranea wird nicht anerkannt.

## Bestand, Bestandsentwicklung und Gefährdung

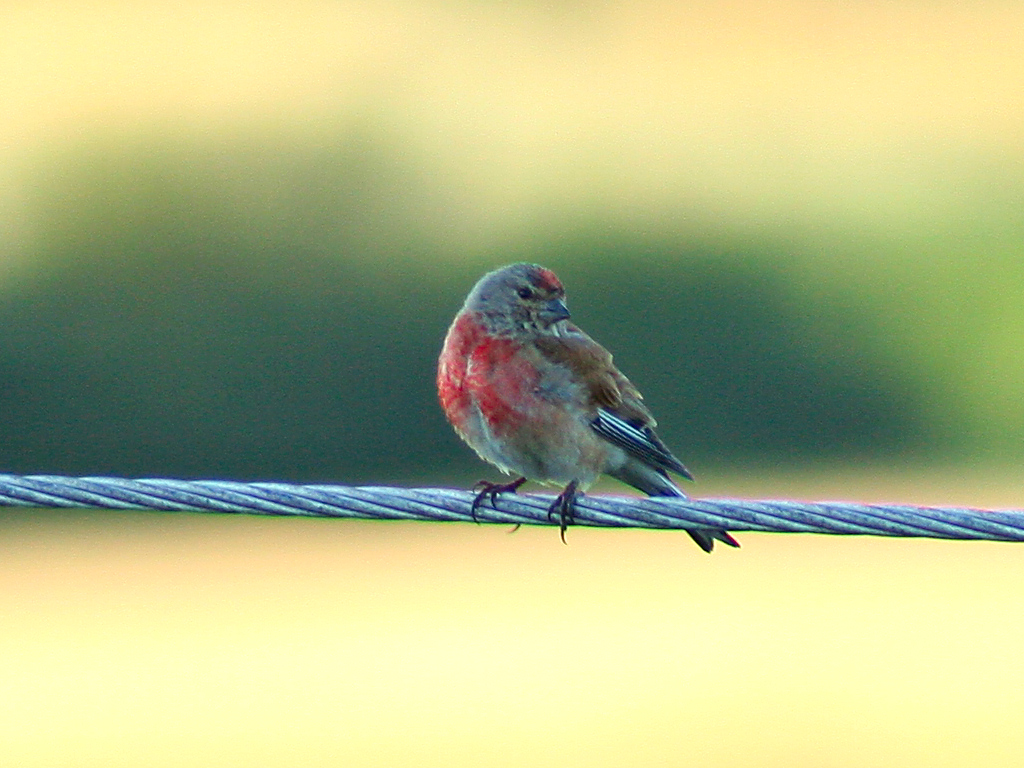
Bluthänfling, Männchen

Das weltweite Verbreitungsgebiet des Bluthänflings wird auf 12.200.000 km² geschätzt. Globale Trends konnten nicht gemessen werden; dennoch wird davon ausgegangen, dass die Art in ihrem Bestand nicht gefährdet ist. Der IUCN zufolge umfasst der Bestand etwa 40.000.000 bis 150.000.000 Individuen. Daher wird die Art als nicht gefährdet (LC) eingestuft.
Die europäische Brutpopulation macht mehr als die Hälfte der weltweiten Verbreitung aus. Sie ist mit mehr als 10.000.000 Paaren sehr groß. Während sie zwischen 1970 und 1990 stabil war, gab es zwischen 1990 und 2000 Rückgänge in verschiedenen nordwestlichen Ländern, insbesondere in Frankreich. Dennoch waren die Trends im überwiegenden Teil Europas stabil oder zunehmend. Da die Population im Ganzen einen moderaten Rückgang (mehr als 10 %) erfahren hat, wird der zuvor als sicher (Secure) geführte Bluthänfling konsequenterweise als rückläufig (Declining) eingestuft.
Der deutsche Brutbestand wird für die Jahre 2005 bis 2009 auf 125.000 bis 235.000 Brutpaare geschätzt. In der Roten Liste der Brutvögel Deutschlands von 2015 wird die Art in der Kategorie 3 als gefährdet geführt.
Von den Finken ist der Bluthänfling am meisten von den Sämereien der Ackerkräuter abhängig. Durch starke Anwendungen von Herbiziden kann der Bluthänfling laut Einhard Bezzel auf Dauer geschädigt werden, da die Basisnahrung an Acker- und Feldkräutern dadurch beseitigt wird. Die Entfernung dichter Hecken wirkt sich ebenfalls negativ aus, da diese als Brutplätze dienen.

## Bluthänfling und Mensch

### Etymologie und Kultur
Im Jahr 1758 bezeichnete Carl von Linné den Bluthänfling als Fringilla cannabina. Metaphorisch wird ein sehr schmächtiger Mensch zuweilen als „Hänfling“ bezeichnet. Der Name „Bluthänfling“ leitet sich von der Färbung seines Kopfes und von den Samen der Disteln (lat. Carduus), des Hanfs (lat. Cannabis) und des Leins (lat. Linum) ab. Dies trifft auf verschiedene Sprachen zu, unter anderem auf Deutsch, Latein und Englisch („Linnet“).
In der Musikgeschichte ist der Gesang des Bluthänflings einmal dokumentiert. Der englische Komponist John Blow vertonte die Elegie John Drydens auf den Tod Henry Purcells „Mark how the Lark and Linnet sing“.

### Zucht und Haltung
Bis ins 20. Jahrhundert war der Bluthänfling wegen seines Gesangs ein beliebter Volierenvogel. In Großbritannien wurden um die Mitte des 19. Jahrhunderts jährlich mehr als 70.000 Bluthänflinge gefangen und für drei bis vier Pence verkauft. Für adulte Vögel, die besonders gut sangen, wurde bis zu einer halben Krone bezahlt. Erst später wurde der Bluthänfling durch exotische Vögel ersetzt. Außerdem wurden Verpaarungen mit Kanarienvögeln und anderen Stieglitzartigen (Carduelinae) vorgenommen. Man nahm an, dass Kreuzungen mit dem Stieglitz besonders gute Sänger ergaben. Im Jahre 1797 hieß es in Johann Matthäus Bechsteins Naturgeschichte der Stubenvögel:
Bis heute wird der Bluthänfling als Käfigvogel gehalten. Wildfänge sind nach dem § 20d BNatSchG jedoch illegal. Bei Interesse geben Züchter Tiere ab. Die Weiterbildung durch geeignete Literatur vor der Anschaffung dieser Tiere ist notwendig. Bluthänflinge können bei artgerechter Fütterung sowohl im Käfig (mit mindestens einem Meter Länge) als auch in der bepflanzten Voliere gehalten werden. Das Futter sollte abwechslungsreich sein und sich vor allem aus halbreifen und reifen Sämereien von Wildkräutern zusammensetzen.